# Abraham Serfaty
Abraham Serfaty (in arabo أبراهام سرفاتي‎?, Abrāhām Sarfātī; Casablanca, 12 gennaio 1926 – Marrakech, 18 novembre 2010) è stato un attivista marocchino; dissidente di primo piano a livello internazionale del Marocco, venne imprigionato per anni da re Hasan II per le sue azioni politiche in favore della democrazia, nell'ambito degli anni di piombo, scontando quindici mesi di confino, diciassette anni di reclusione e otto anni di esilio.

## Biografia
Abraham Serfaty Nacque a Casablanca nel 1926 da famiglia ebraica marocchina originaria di Tangeri. Crebbe a Maarif, quartiere abitato in gran parte da immigrati spagnoli, venendo a contatto con idee di sinistra. In seguito all'Operazione Torch e poco dopo essersi diplomato, all'età di 17 anni provò ad arruolarsi, senza riuscirci, nelle file di France libre. Frequentò i soldati statunitensi di stanza a Casablanca, esperienza che giudicò poi essere stata molto formativa. Il suo percorso come attivista politico iniziò molto presto: nel febbraio 1944, entrò a far parte della gioventù comunista marocchina, e al suo arrivo in Francia nel 1945 entrò nel Partito Comunista Francese. Quando tornò in Marocco nel 1949, entrò a far parte del Partito Comunista Marocchino. Si attivò nella lotta anti-colonialista e per l'indipendenza del Marocco, venendo arrestato e incarcerato dalle autorità francesi, e nel 1950 gli fu assegnata una residenza forzata in Francia per sei anni. Si laureò nel 1949 all'Ecole des Mines de Paris, la più importante scuola francese di ingegneria.
All'indomani della indipendenza del Marocco, fece parte del ministero dell'economia e fu uno dei principali promotori della politica mineraria del Marocco. Dal 1960 al 1968, fu direttore dell'area di ricerca-sviluppo dell'Ufficio minerario, ma fu revocato delle sue funzioni a causa della sua solidarietà con i minatori a uno sciopero. Dal 1968 al 1972, ha insegnato presso la Scuola di Ingegneri di Mohammedia. A differenza della maggior parte della comunità ebraica marocchina, Serfaty non condivise le rivendicazioni marocchine sul Sahara occidentale e il sostegno alla Marcia verde. Serfaty si identificò inoltre come fervente antisionista; pur avendo riconosciuto lo Stato di Israele, non lesinò mai aspre critiche a questo per le sue politiche antipalestinesi.
Nel 1970, lasciò il Partito Comunista Marocchino, che considerava fin troppo dottrinario e fu profondamente coinvolto nella creazione dell'organizzazione marxista-leninista Ila al-Amam. Nel gennaio 1972 venne arrestato e torturato, venendo successivamente rilasciato solo dopo forti pressioni popolari. Nel marzo del 1972 fu riarrestato con uno dei suoi migliori amici, Abdellatif Zeroual, anch'egli ricercato dalle autorità. Fu allora che incontrò per la prima volta Christine Daure, professoressa di francese che aiutò entrambi nella latitanza. Dopo diversi mesi di latitanza Serfaty e Zeroual furono nuovamente arrestati nel 1974. Dopo il loro arresto Zeroual morì sotto tortura. Nel mese di ottobre del 1977 fu processato a Casablanca e condannato all'ergastolo. Fu infatti riconosciuto colpevole di complotto contro la sicurezza dello Stato, ma probabilmente nella sentenza però la sua lotta contro l'annessione del Sahara occidentale. Venne incarcerato per diciassette anni nela prigione di Kenitra, dove, grazie a Danielle Mitterrand, poté sposare Christine Daure.
La pressione internazionale in suo favore ne permise la liberazione nel mese di settembre del 1991, ma gli fu revocata la cittadinanza marocchina adducendo come pretesto il fatto che il padre fosse di origine brasiliana. Trovò così rifugio in Francia, con la moglie. Dal 1992 al 1995 insegnò all'Università di Paris-VIII, nel dipartimento di scienze politiche, sul tema "L'identità e la democrazia nel mondo arabo". Due mesi dopo la morte di re Hasan II, avvenuta nel luglio del 1999, gli fu consentito di ritornare in Marocco, e gli fu restituita la cittadinanza marocchina. Si stabilì quindi a Mohammedia con la moglie in una casa messa a loro disposizione e ottenne uno stipendio mensile. Venne nominato consigliere dell'Ufficio di Ricerca e lo sfruttamento del petrolio (Onarep). Questa nomina non gli impedì però di chiedere, nel dicembre 2000, le dimissioni dell'allora primo ministro marocchino Abderrahmane Youssoufi. Morì nel 2010 all'età di 84 anni in una clinica di Marrakech.

## Opere
- Lutte anti-sioniste et Révolution Arabe - Essai sur le judaïsme marocain et le sionisme (1977)
- Écrits de prison sur la Palestine (1992)
- Dans les Prisons du Roi - Écrits de Kénitra sur le Maroc (1992)
- La Mémoire de l'Autre (1993)
- Le Maroc du noir au gris (1998)
- L'Insoumis, Juifs, marocains et rebelles, con Mikhaël Elbaz (2001)